# 萩野出入口

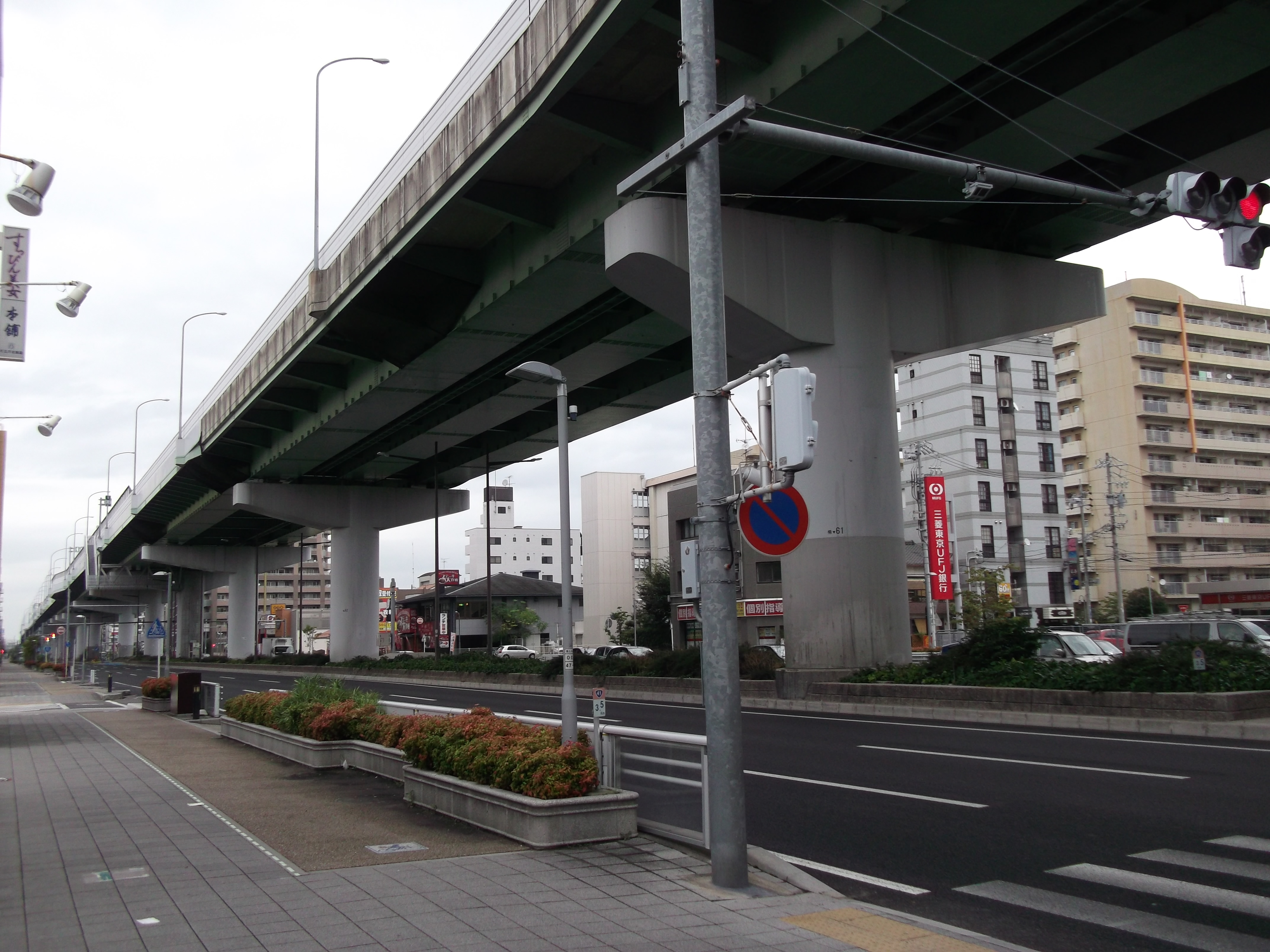
暫定出入口が所在した付近（2014年8月）

萩野出入口（萩野暫定ランプ）（はぎのでいりぐち）は、かつて愛知県名古屋市北区萩野通にあった暫定的な名古屋高速道路1号楠線の出入口である。通行料金は本線上にある楠料金所（楠出入口）で収受していたため、当ランプには上下線とも料金所はなかった。東片端JCTまでの延伸工事により廃止された。

## 概要
当初計画では設置する予定はなかったが、1号楠線建設中の1976年（昭和51年）11月に萩野通以南が半地下・トンネル式の計画に変更となったために、以南の建設が大幅に遅れる見通しとなった。そのため、1979年（昭和54年）度に工事が先行する区間である萩野通までの区間を暫定的に開通させ、新川中橋における交通渋滞の緩和を図ることとなった。暫定出入口の設計は、以南の区間が高架式となっても半地下式となっても対応できるものとした。1987年（昭和62年）8月、以南の区間が高架式と確定したため、橋桁を本線桁として再利用し
、コストダウンを図ることとした。1994年（平成6年）11月16日午前0時をもって、1号楠線の暫定開通区間全線を通行止めにする工事に入り、暫定出入口の利用は終了した。暫定開通区間の料金収受を行っていた楠北行料金所については1995年（平成7年）に廃止された。

## 歴史
- 1988年（昭和63年）12月21日：開通。
- 1994年（平成6年）11月16日：廃止[1]。

## 道路
- 名古屋高速1号楠線

## 隣
名古屋高速1号楠線
(102,103,112,113) 黒川出入口 - (萩野出入口 : 廃止) - 楠TB - (104,114) 楠出入口